# Falaise
Pour les articles homonymes, voir Falaise (homonymie).

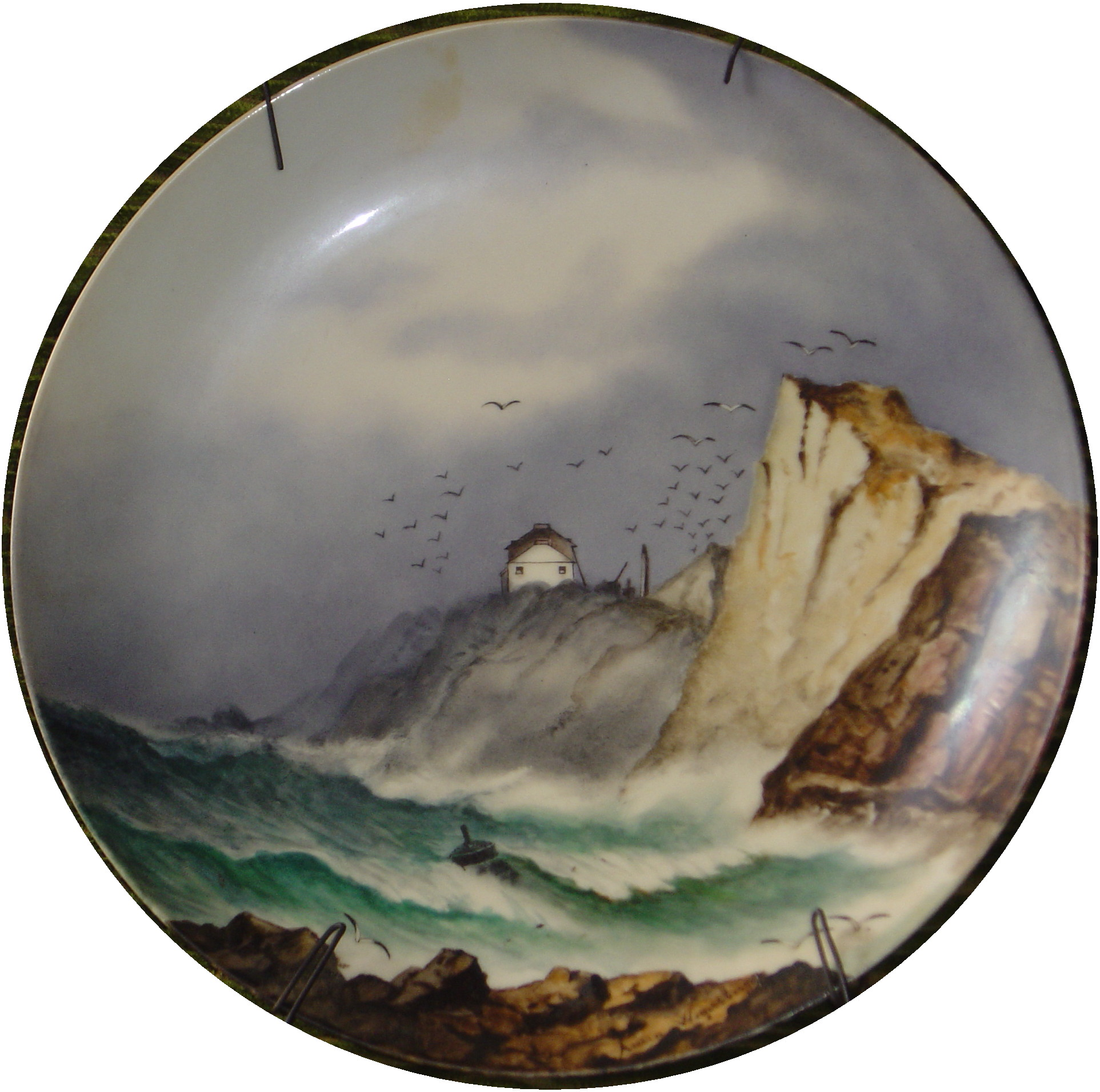
Falaises, aspects au XIXe siècle, assiette peinte par Anna Weyersberg, 1887.

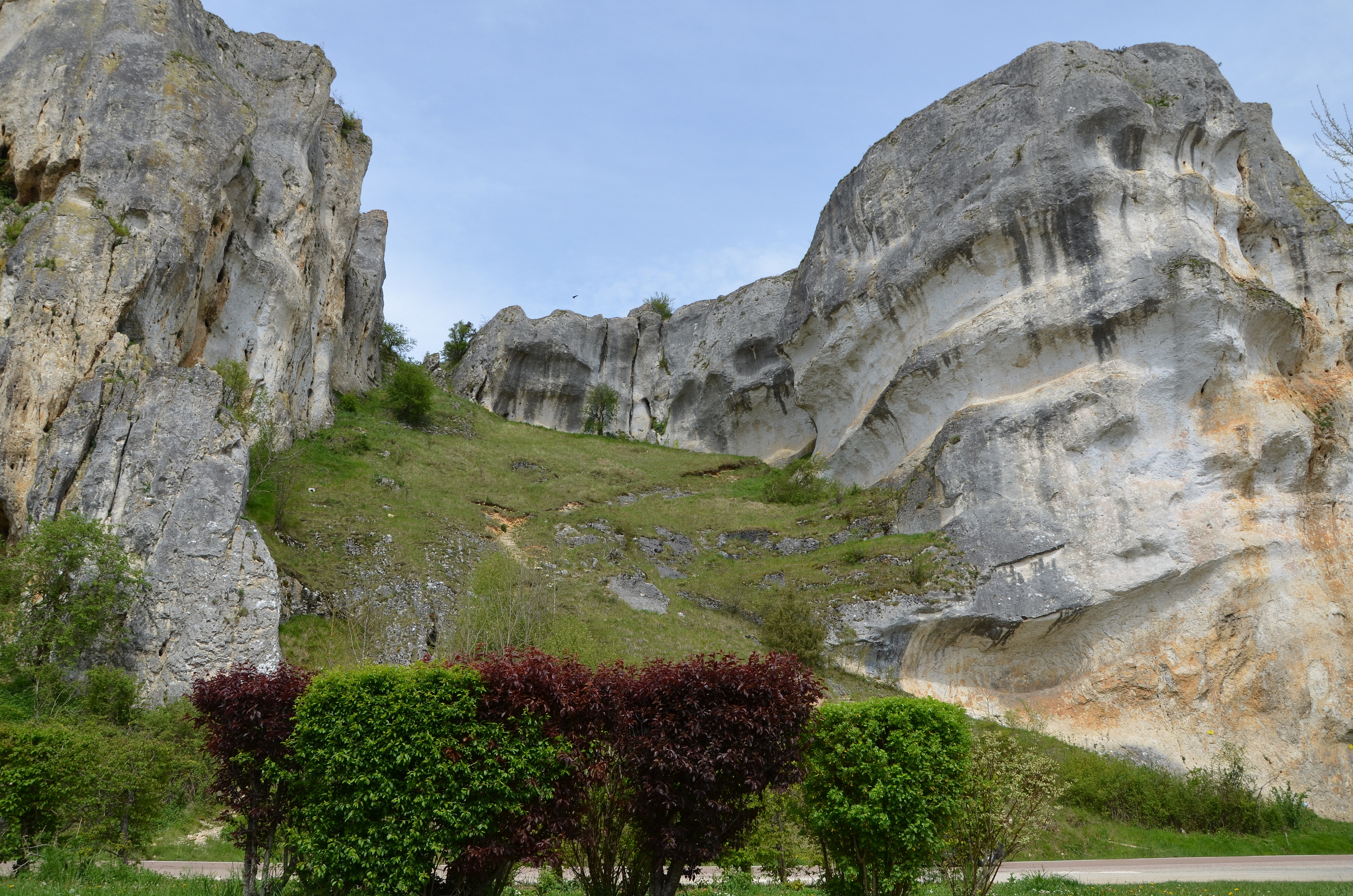
Falaise calcaire avec des écoulements dans des fractures et des niches de décrochement dont les oxydes de fer colorant en brun ces anfractuosités sont les témoins.

En géographie et en géomorphologie, une falaise est, selon la définition proposée par le géographe André Guilcher et communément admise dans la littérature, un escarpement en pente forte (entre 15 ° et le surplomb) et de hauteur variable, non couvert de végétation, créé par l'érosion marine le long d'une côte (le sens spécialisé se distingue donc du sens usuel, dans lequel le mot falaise s'applique à n'importe quel escarpement rocheux, y compris loin du littoral) et dont le pied se raccorde ordinairement à une plateforme d'érosion.
La côte rocheuse, qui peut être en pente douce, se distingue de la falaise, cette dernière n'étant pas spécifiquement constituée d'une roche cohérente (par exemple dune littorale, dune perchée). Il ne faut ainsi pas confondre la vraie falaise et la fausse falaise (côte rocheuse au versant à pente convexe uniquement façonnées à la base par la mer, côte de submersion avec la mer baignant d'anciens flancs de collines ou de montagnes partiellement recouverts par les eaux, versant d'une falaise dont le modelé est uniquement  continental, voire la partie d'une falaise éboulée en masse tombée à son pied).
Une falaise plongeante (versant des fjords, calanques, avec ou sans encoche basale) qui résulte généralement de l'ennoiement récent d'un abrupt tectonique ou continental, n'a pas de plate-forme d'abrasion car elle disparaît rapidement sous la mer.
Les géomorphologues distinguent les microfalaises (taille décimétrique), les falaises basses (hauteur inférieure à deux mètres), les falaises moyennes (entre deux et dix mètres), les falaises hautes (plus de dix mètres) et les mégafalaises (falaises géantes dépassant les 500 m de hauteur). Les plus hautes au monde sont les Kahiwa Falls (en) sur l'île hawaïenne de Molokai, et font en moyenne 660 m de hauteur. À Umilehi Point, elles atteignent 1 005 m au-dessus de l'océan Pacifique. Toutefois, dans l'archipel Crozet, le mont Lesquin culmine à 1 012 mètres sur la côte sud de l'île de l'Est, et présente une paroi verticale tombant de la totalité de cette hauteur dans l'océan Indien.
Au pied des falaises se trouvent généralement les restes de leurs écroulements progressifs, sous la forme d'amas de roches. L'importance de ces amas dépend souvent de la sensibilité de la roche à l'érosion. La base de la falaise est constituée par le terme de la progression de la plateforme d'érosion et le plus souvent par une encoche de sapement, rarement nette. Dans le cas d'inégalités de résistance de la roche, et surtout quand ces inégalités sont disposées verticalement (bancs sédimentaires redressés à la verticale, mylonites, filons), le sapement différentiel à la base des falaises est à l'origine de la formation de grottes littorales (dont l'entrée est encadrée de piliers de roches dures ou saines) qui marquent la limite des déplacements du matériel abrasif.
Lorsqu'une falaise n'est plus du tout en contact avec l'eau par des sédiments ou à la suite d'une baisse locale du niveau de la mer, on parle de falaise morte ou de falaise fossile. Dans le cas contraire, on parle de falaise vive.

## Étymologie
La langue française a emprunté ce terme sous sa forme normande faleise, cité par Wace dans le Roman de Brut vers 1155. Le terme est attesté en outre, en  champenois et en picard, sous la forme faloise. cf. Falaise (Ardennes) (jadis Falloise) ou la Faloise (Falesia 1177), en picard  et en wallon falise. cf. la Falise (le Falise 1286), Pinchefalise ou Houffalize (Belgique).
La distribution du mot falesia est limitée à la Normandie, à la Picardie, à la Champagne-Ardenne et à la Belgique. Il s'agit d'un emprunt au germanique *falisa « rocher », reconstitué d'après le vieux haut allemand felisa > allemand Fels « rocher », apparenté au vieil islandais fjall, fell « montagne ». Dans le cas présent, le déplacement de l'accent tonique est lié à l'attraction des mots terminés par le suffixe -ésa. Le terme est par ailleurs attesté en latin médiéval du nord sous la forme falisia au Xe siècle.

## Érosion
La base des falaises est formée :

Physiographie côtière d'une falaise : 1) encoche littorale ; 2) Plate-forme d'érosion ; 3) Plate-forme d'accumulation.

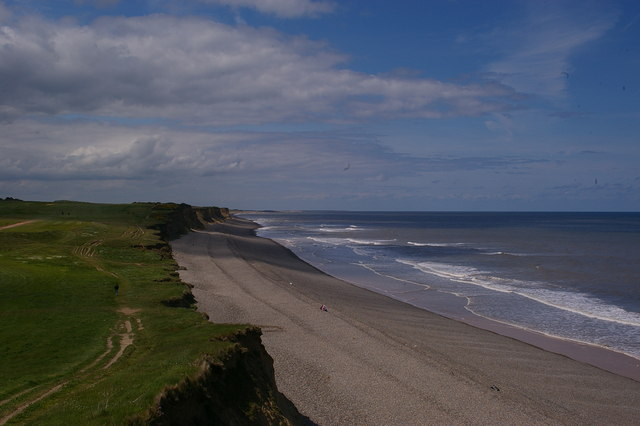
Falaise sableuse du North Norfolk dont la vitesse de recul peut dépasser 7 m/an.

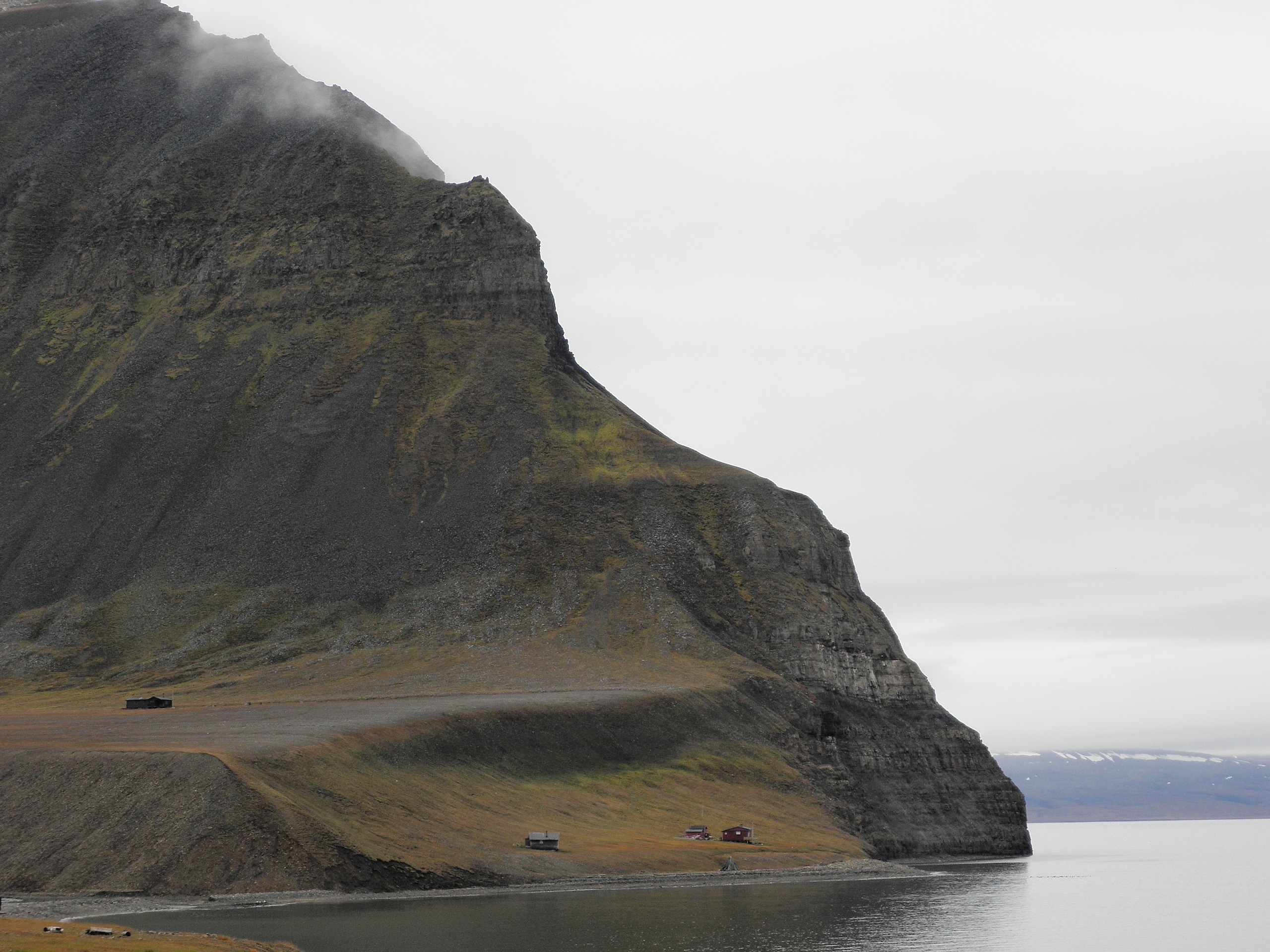
Falaise à ressaut résultant d'une érosion différentielle sur une couche de roches indurées et une couche de roches tendres.

- soit par l'action d'une érosion horizontale sur une rive surélevée,
- soit par une action verticale de creusement sur un substrat rocheux[8],
- soit encore par une érosion différentielle sur deux types de roches, l'une y étant plus sensible que l'autre.

La partie supérieure des falaises est formée par des processus sub-aériens :
- alternance gel/dégel (cryoclastie),
- infiltrations, ruissellements (haloclastie qui soumettent au lessivage les formations plus tendres, ce qui se produit dans les « puits de déferlement » ou gouffres communiquant avec la mer par des grottes,
- biométéorisation par des organismes vivants,
- déflation et corrasion éoliennes,
- éboulement par appel du vide.

La vitesse du recul des falaises est en moyenne de l'ordre du millimètre par an pour les falaises rocheuses dures (granite, silex), du centimètre par an pour les falaises rocheuses plus tendres (calcaire, schiste) ou plus récentes (roche volcanique), du mètre (craie friable) ou dizaine de mètres par an pour les falaises de roches meubles (molasse, flysch, argile à silex, sables, marnes).

Cette vitesse peut être mesurée par le relevé de cadastres, les photographies aériennes verticales, les levés photogrammétriques, les levés laser terrestre ou aérien ou encore les données issues de la datation des parois rocheuses au béryllium 10 (roches cristallines) ou au chlore 36 (roches carbonatées).
Malgré l'érosion, la falaise garde le même profil. Par exemple l'arche d'Étretat sera progressivement transformée en aiguille et la cavité en face dans la falaise deviendra une arche.
Lorsque le pied de la falaise n'est plus attaqué par la mer en raison d'un ensablement, de la création d'une plaine littorale ou d'une poldérisation, on parle de falaise morte, dans le cas contraire d'une falaise vive.

## Habitats
Les falaises sont aussi des habitats précieux parce que difficilement accessibles à de nombreux prédateurs pour la nidification des oiseaux marins nicheurs. On y trouve aussi une flore saxicole particulière, adaptée aux embruns ou à des microclimats et substrats difficiles.
De nombreuses falaises françaises sont ainsi classées en ZNIEFF et en zone Natura 2000 comme la falaise du cap Blanc-Nez , qui est aussi un site national classé en tant que paysage.

## Photographies

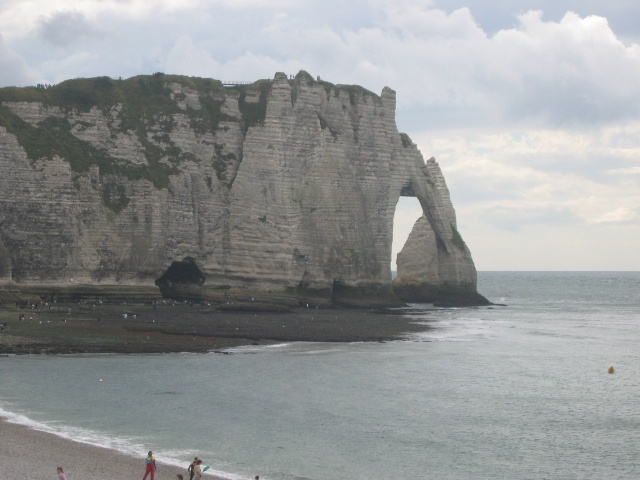
Les falaises d'Étretat, en France.
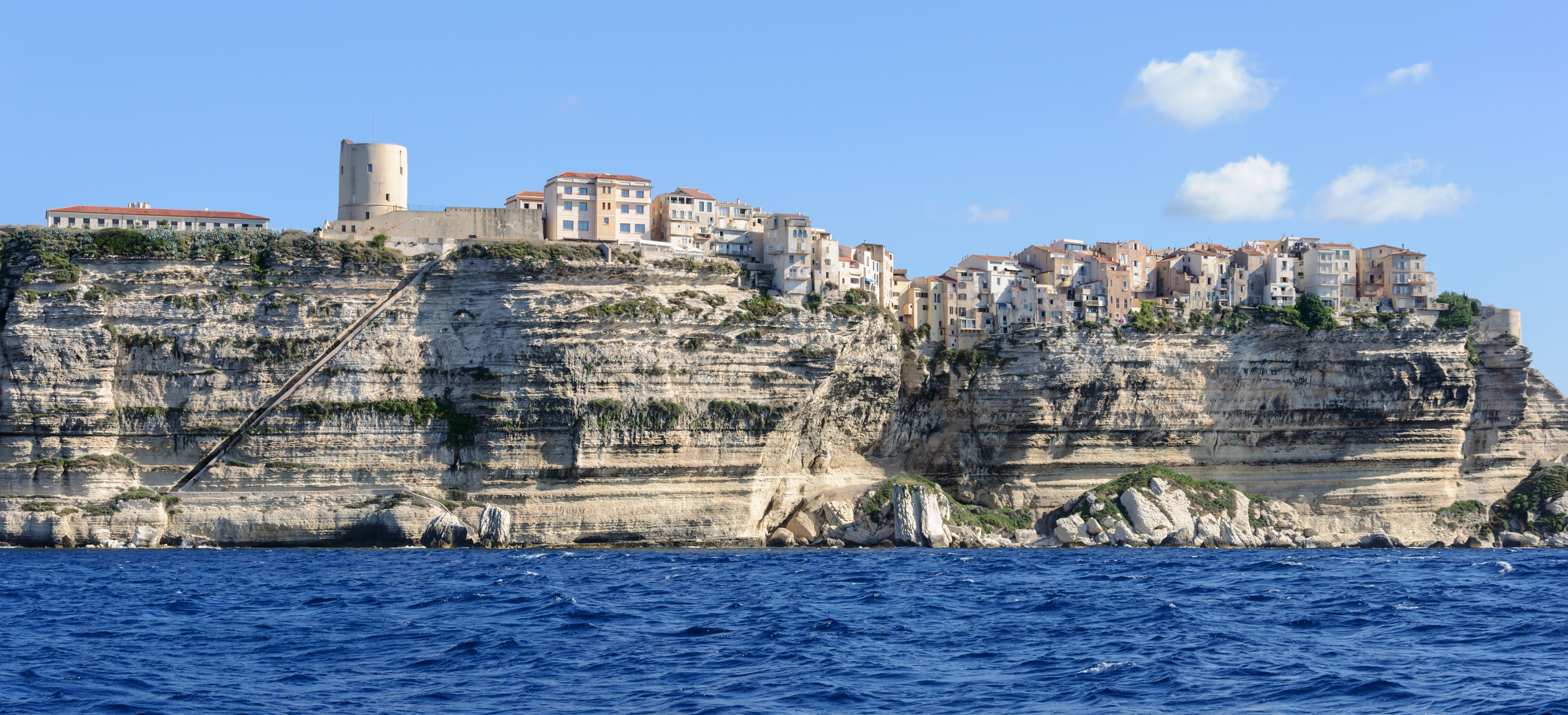
Les falaises de Bonifacio, en France.
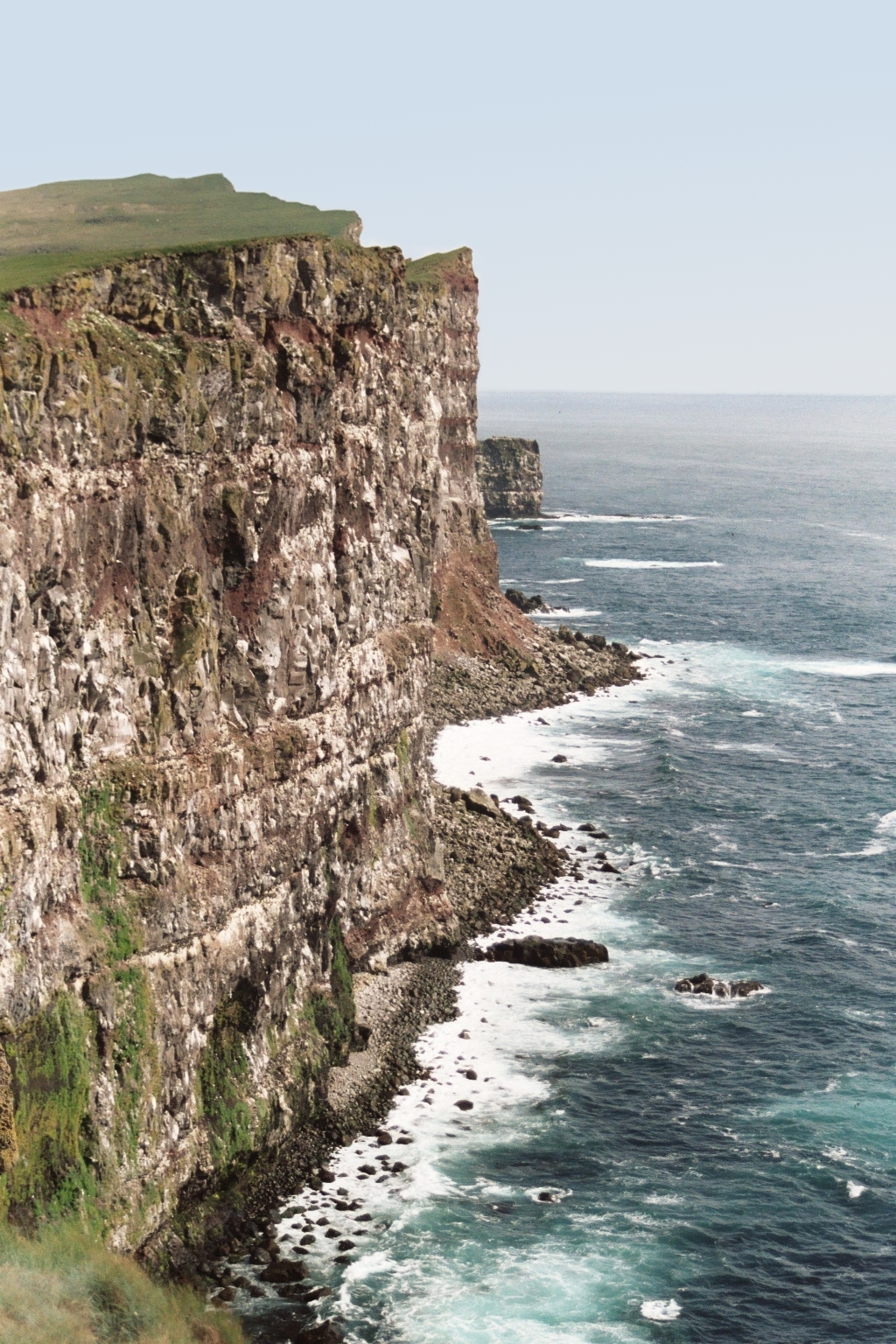
Les falaises de Látrabjarg, en Islande.
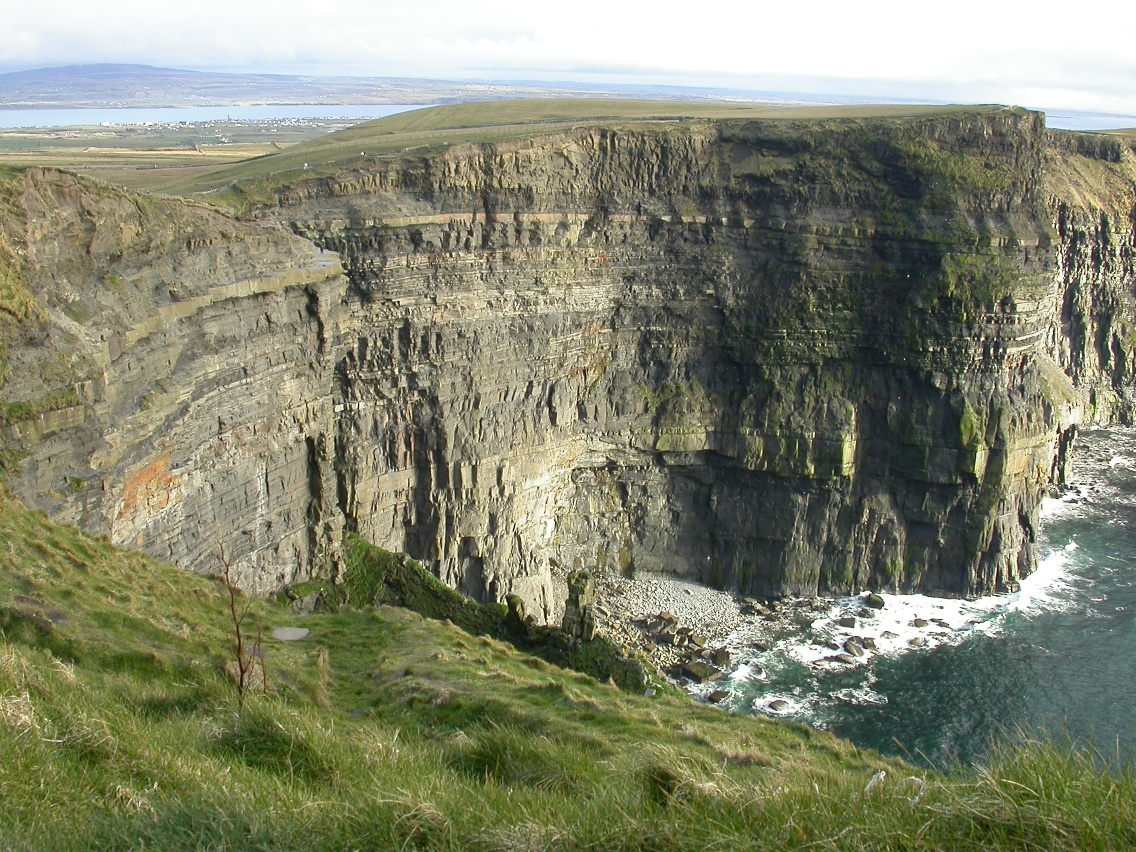
Les falaises de Moher en Irlande.
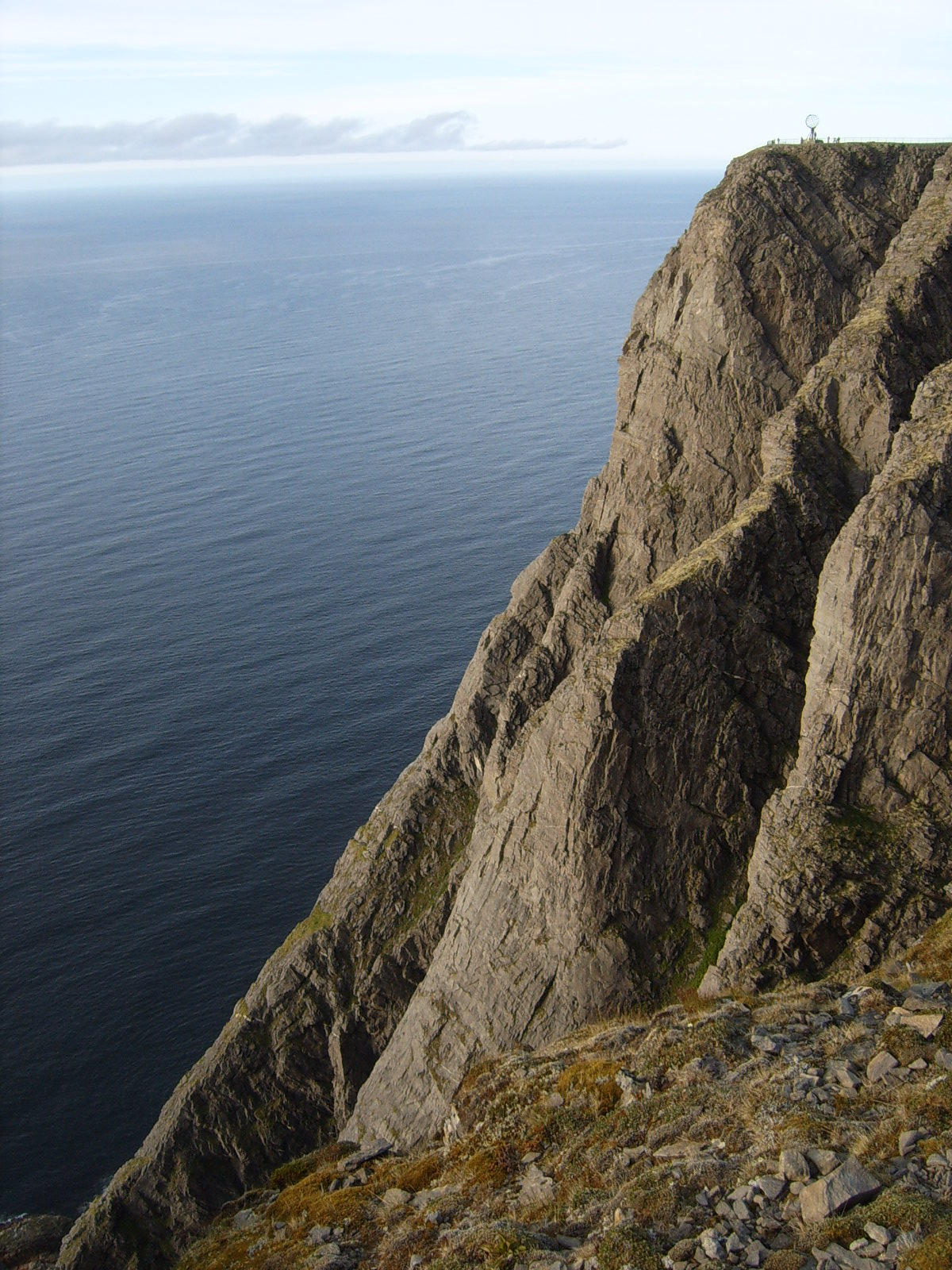
Falaise du cap Nord, Norvège (300 m de hauteur).
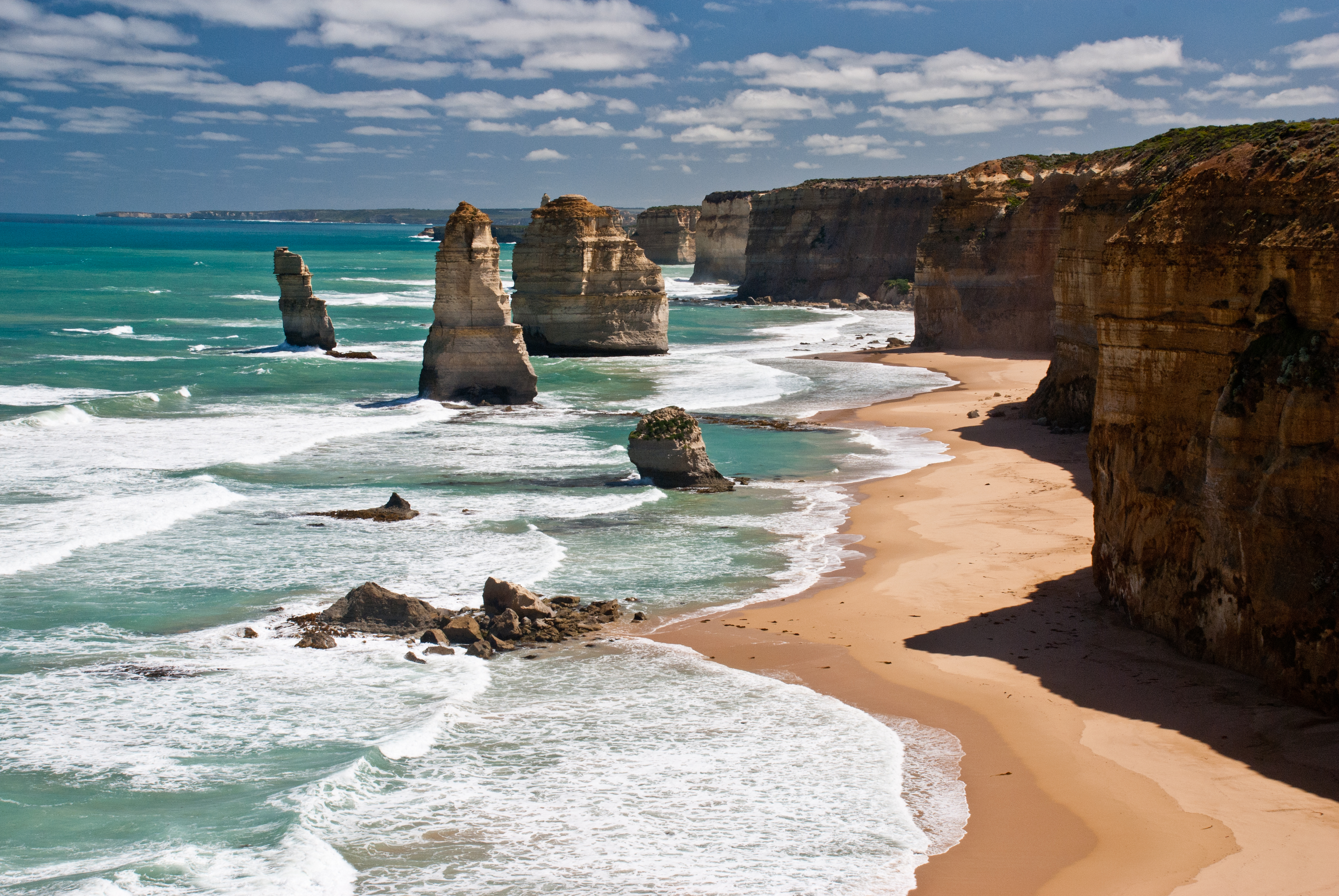
Aiguilles des Twelve Apostles et falaise de Port Campbell.
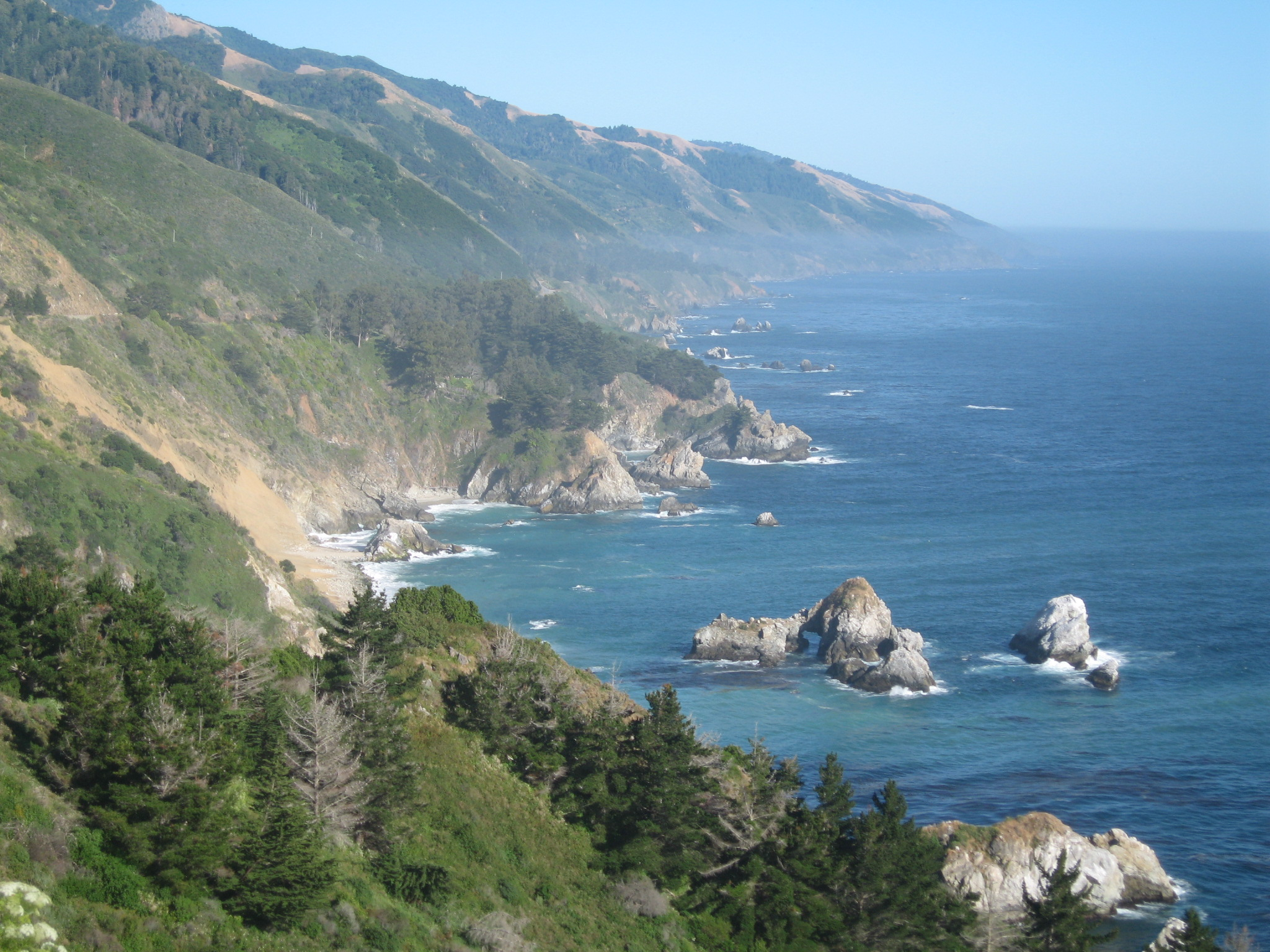
Big Sur, Californie, Ouest des États-Unis.
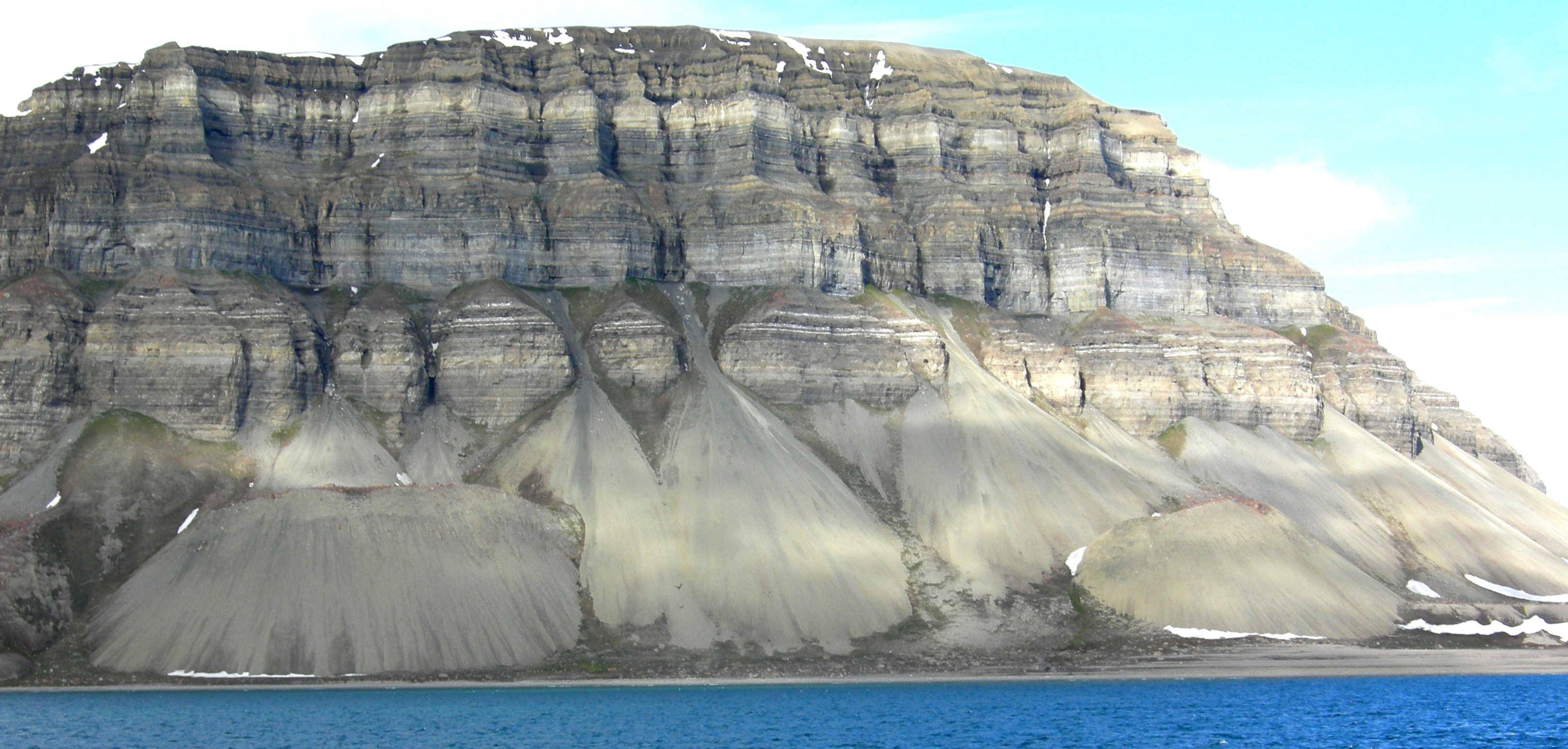
Isfjorden, Svalbard, Norvège.
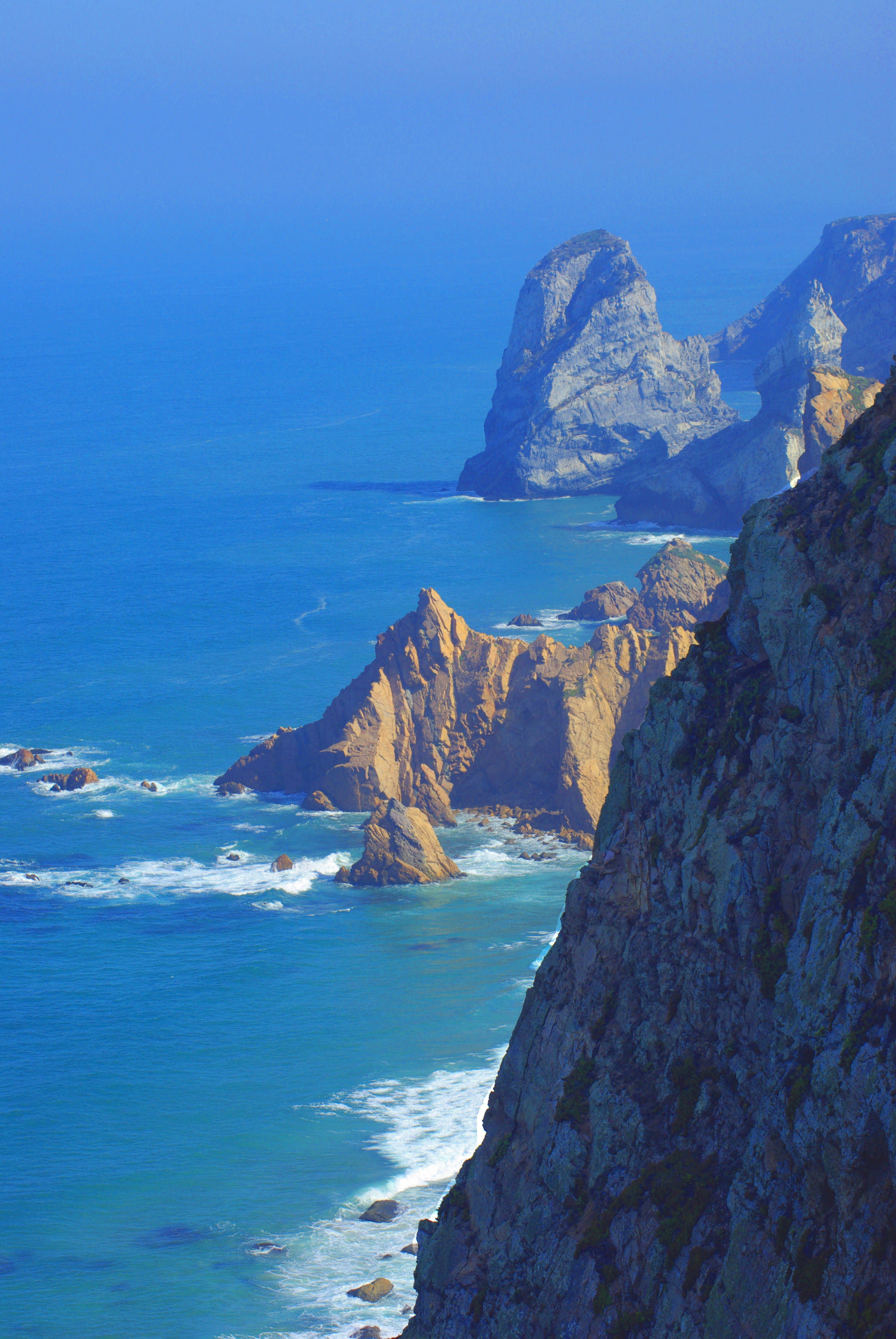
Les falaises et l'océan, à Cabo da Roca au Portugal.
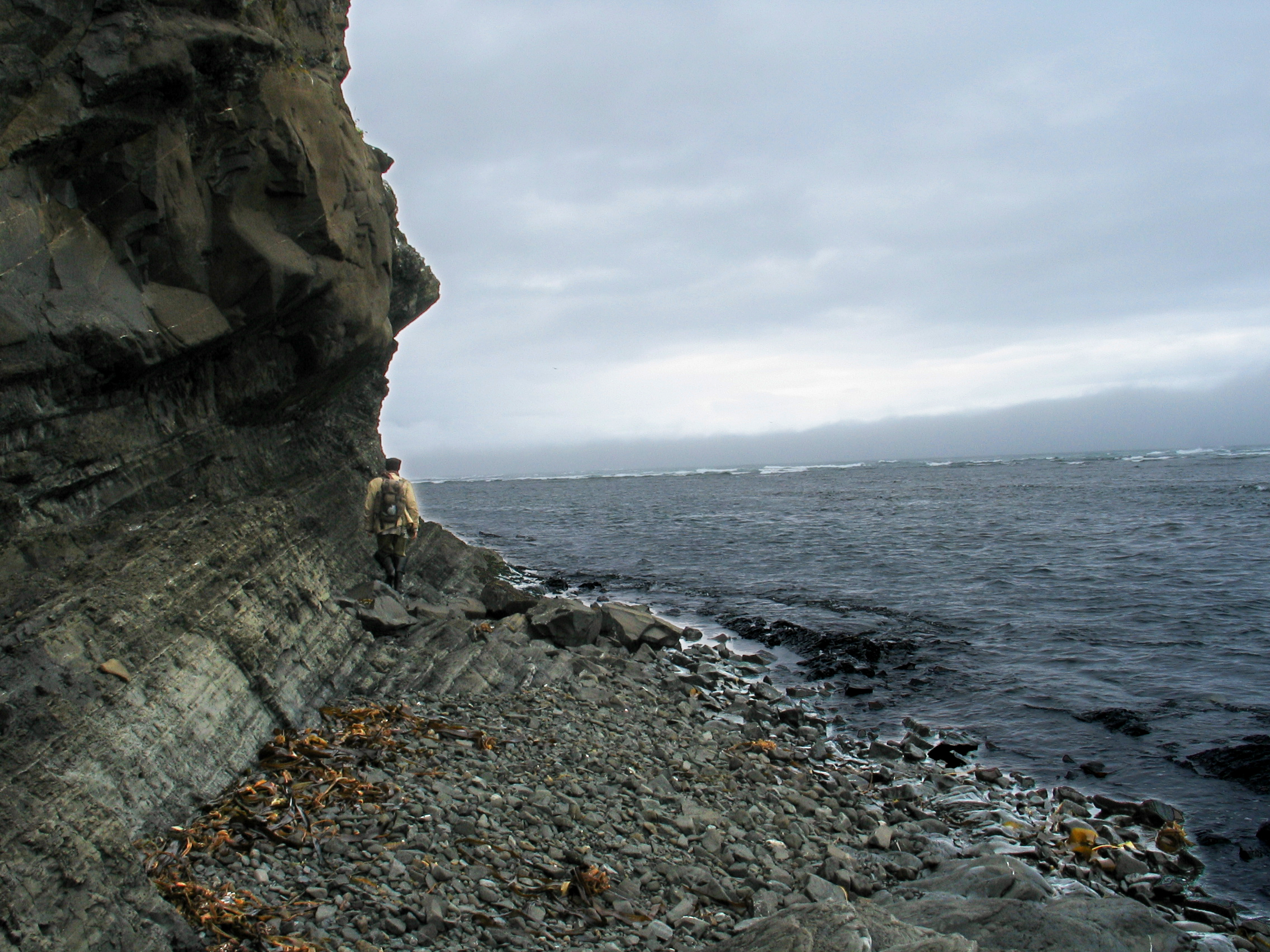
Encoche de sapement en pied de falaise.
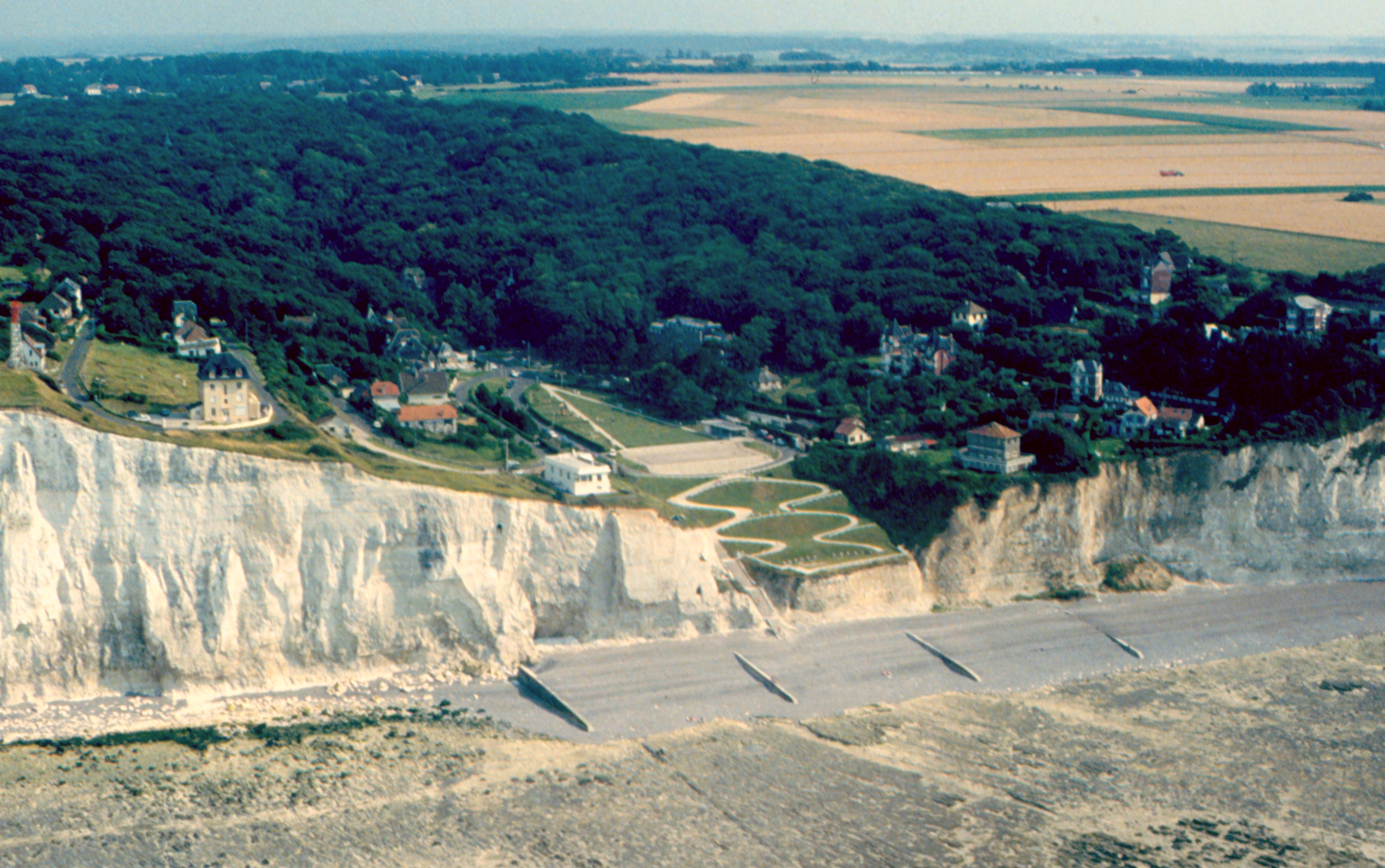
Perré en enrochement au pied de falaise pour limiter le recul et casquette en haut de versant pour éviter les ruissellements.

## Classement mondial des falaises par leur hauteur
La hauteur donnée est toujours au-dessus du niveau de la mer.
- Mont Lesquin : 1 012 m (Île de l'Est, archipel Crozet)
- Umilehi Point : 1 005 m
- Hornelen : 860 m
- Baie Sauvage (Îles Kerguelen) : 703 m
- Croaghaun Mount : 688 m
- Kahiwa Falls (en) : 660 m
- Slieve League : 606 m
- Preikestolen : 604 m
- Cabo Girao : 580 m
- Falaises noires (Îles Kerguelen) : 566 m
- Baie de l'À-Pic (Îles Kerguelen) : 493 m

## Classement européen des falaises par leur hauteur

Taille comparée des plus hautes falaises d'Europe.

- Hornelen : 860 m
- Cap Enniberg (îles Feroe) : 750 m
- Croaghaun Mount : 688 m
- Vixía Herbeira (Espagne) : 621
- Preikestolen (Norvège) : 604 m
- Slieve League (Irlande) : 601 m

## Classement français des falaises littorales par leur hauteur
- Mont Lesquin : 1 012 m (Île de l'Est, archipel Crozet)
- Falaises Soubeyranes : 394 m
- Capo Rosso : 331 m
- Falaise de Nonza : 155 m
- Cap Blanc-Nez : 134 m
- Nez de Jobourg : 128 m
- Falaise du Tréport : 110 m
- Cap Fagnet : 105 m
- Pointe de Plouha : 104 m[13]